# Eleições para as Assembleias Legislativas do Brasil em 2022
No dia 2 de outubro de 2022, ocorreram eleições para as Assembleias Legislativas de 26 estados da federação e para a Câmara Legislativa do Distrito Federal, para eleger 1035 deputados(as) estaduais/distritais.

## Eleitos por partido
| Partido                  | Partido       | Partido       | Eleitos |
| FE Brasil                | PT            | 118           | 156     |
| FE Brasil                | PV            | 20            | 156     |
| FE Brasil                | PCdoB         | 18            | 156     |
| PL                       | PL            | PL            | 129     |
| UNIÃO                    | UNIÃO         | UNIÃO         | 100     |
| MDB                      | MDB           | MDB           | 95      |
| PP                       | PP            | PP            | 87      |
| PSD                      | PSD           | PSD           | 78      |
| Republicanos             | Republicanos  | Republicanos  | 76      |
| Federação PSDB Cidadania | PSDB          | 54            | 71      |
| Federação PSDB Cidadania | Cidadania     | 17            | 71      |
| PSB                      | PSB           | PSB           | 54      |
| PDT                      | PDT           | PDT           | 43      |
| Federação PSOL Rede      | PSOL          | 22            | 28      |
| Federação PSOL Rede      | Rede          | 6             | 28      |
| PODE                     | PODE          | PODE          | 28      |
| Solidariedade            | Solidariedade | Solidariedade | 20      |
| PSC                      | PSC           | PSC           | 20      |
| Patriota                 | Patriota      | Patriota      | 17      |
| Avante                   | Avante        | Avante        | 14      |
| PROS                     | PROS          | PROS          | 8       |
| PTB                      | PTB           | PTB           | 8       |
| PRTB                     | PRTB          | PRTB          | 7       |
| PMN                      | PMN           | PMN           | 6       |
| Agir                     | Agir          | Agir          | 5       |
| NOVO                     | NOVO          | NOVO          | 5       |
| PMB                      | PMB           | PMB           | 3       |
| DC                       | DC            | DC            | 1       |
| PCB                      | PCB           | PCB           | 0       |
| PCO                      | PCO           | PCO           | 0       |
| PSTU                     | PSTU          | PSTU          | 0       |
| UP                       | UP            | UP            | 0       |